# ГЕС Blåfalli III H
ГЕС Blåfalli III H – гідроелектростанція на півдні Норвегії за сім десятків кілометрів на південний схід від Бергену. Знаходячись між ГЕС Blåfalli IV (13 МВт) та ГЕС Blåfalli V (8,1 МВт) з однієї сторони і ГЕС Blåfalli VIK  з іншої сторони, входить до складу гідровузла, який використовує ресурс зі сточища кількох річок, що течуть до периферійних заток на південній стороні Гардангер-фіорду.
Головним водосховищем станції є Bladalsvatnet, створене на річці Blåelva, що тече до Matersfjorden (з’єднується із Гардангер-фіордом через Skanevifjorden та Bjoafjorden). Ця водойма має площу поверхні 2,8 км2 та корисний об’єм 151,7 млн м3, що забезпечується коливання рівня між позначками 611 та 711 метрів НРМ. Вода із розташованих вище по сточищу значних резервуарів Mosevatnet (корисний об’єм 46 млн м3, розташоване на elv fra Insta Mosevatnet, правій притоці Blåelva) та Midtbotnavatnet (корисний об’єм 104,5 млн м3, створене на самій Blåelva) надходить до Bladalsvatnet через станції Blåfalli IV і ГЕС Blåfalli V відповідно.
Крім того, Bladalsvatnet поповнюється додатковим ресурсом з півдня. Споруджена тут водозбірна система має два відгалуження. Більш протяжне південно-східне подає ресурс зі сточища річки Eikemoelva, котра тече до Akrafjorden (як і Matersfjorden, з’єднується з Гардангер-фіордом через Skanevifjorden та Bjoafjorden). Найвіддаленіший водозабір тут знаходиться на озері Sæterdalsvarnet heimsta (дренується Sæterdalselva, лівою притокою Eikemoelva), від якого прокладено короткий тунель, що скидає воду до сточища Bekk i Sæterdalen (невелика права притока Sæterdalselva). З останнього дещо нижче по течії починається основний тунель довжиною біля 5 км, котрий на своєму шляху сполучений з водозаборами на Bekk Bjørnbærheia 1, Bekk Bjørnbærheia 3, Tjørndalselva та Bekk Vetrhusskardet (всі є лівими притоками Eikemoelva) а також на самій Eikemoelva. У підсумку він завершується в озері Vetrhusvatna (дренується elv fra Vetrhusvatna, лівою притокою Blåelva). 
Більш коротке південно-західне відгалуження складається з водозабору на одері Сандватн (дренується elv fra Nesjastølsvatnet, ще однією лівою притокою Blåelva) та тунелю довжиною біля 2,5 км. Після з’єднання відгалужень у озері Vetrhusvatna від останнього до водосховища Bladalsvatnet прокладено тунель довжиною біля 3 км.
Із Bladalsvatnet  по правобережжю Blåelva прямує головний дериваційний тунель довжиною біля 7 км, який сполучений з водозаборами на водосховищі Botnavatna (корисний об’єм 2,1 млн м3, дренується elv fra Botnavatna, притокою Blåelva) та Grønningbekken (впадає праворуч до elv fra Botnavatna незадовго до устя останньої).
Основне обладнання станції становлять дві турбіни типу Френсіс потужністю по 55 МВт, які використовують напір у 320 метрів та забезпечують виробництво 417 млн кВт-год електроенергії на рік.
Відпрацьована вода по відвідному тунелю довжиною менше за 1 км транспортується до створеного на Blåelva водосховища Fjellhaugvatn.
Можливо відзначити, що в одному машинному залі з обладнанням станції Blåfalli III H знаходиться турбіна малої ГЕС Blåfalli III L (5 МВт), яка використовує ресурс із озера Jamtelandsvatn. Останнє також відноситься до течії Blåelva, проте лежить на значно нижчому рівні, аніж Bladalsvatnet – його поверхня коливається між позначками 420 та 437 метрів НРМ.